# Dominio aéreo
El Dominio aéreo es el que ejerce el Estado en el espacio que se prolonga verticalmente sobre su territorio o, mejor dicho, sobre sus dominios terrestre y acuático.
El dominio aéreo se consideró como ilimitado en su prolongación vertical, pero este concepto ha sido cambiado no solo por el tránsito aéreo, que alcanza con la aviación moderna gigantescas alturas, sino también por los satélites que se hacen circular en la estratosfera.